# Cyrtauchenius obscurus
Cyrtauchenius obscurus là một loài nhện trong họ Cyrtaucheniidae. Loài này phân bố ờ Sicilia.